# 假面騎士鎧武角色列表
假面騎士鎧武角色列表展示於朝日電視台放映的特攝劇集《假面騎士鎧武》各個角色。

## 舞動遊騎兵

### Team.鎧武（Gaim）
葛葉紘汰（かずらば・こうた）（佐野岳、鳥居颯（童年期） 飾／香港配音：周倚天（Wizard）、曹啟謙（本篇）、張振熙（所有電影版、ViuTV時王）／台灣配音：王辰驊（本篇）、林谷珍（春季電影版）、孟慶府（夏季電影版、ZI-O）、歐祖豪（平成世代FINAL）、傅品晟（Drive & 鎧武 MOVIE大戰 Full Throttle）
假面騎士鎧武、假面騎士鎧武・闇的變身者。生日1993年（平成5年）1月30日。
曾是街舞團體「鎧武隊」隊員。
期望能好好地工作幫補家計，讓唯一的親人姊姊葛葉晶安心而疏遠團隊。
常插手別人的糾紛結果招來霉運，心地善良的行動家，總是為了別人而作戰。
有著會在阪東清治郎的店中賒帳吃白餐的惡習，據阪東所言紘汰「吃東西從來沒有付過錢」
偶然進入海姆冥界森林中撿到了戰極驅動器，變身為假面騎士捲入往後的戰鬥當中。
世界陷入崩潰後，為了拯救人類而作出覺悟，即使自身化成霸主異域者亦在所不惜。為了阻止驅紋戒斗的野心而與其作出了斷，得到最後勝利者資格後獲得黃金果實成為「起始之男」，為了讓地球免於毀滅，與高司舞尋覓荒蕪的星體構築新生命。
於《假面騎士Wizard》第52~53話中先行登場，聽見少年與少女求救聲再發現連接魔寶石世界的通道後，不顧後果而躍進那方，與歷代15位平成騎士一同擊敗阿瑪達姆。
常用台詞「接下這裡就是我的舞台！」（日語原文為）作為表達迎戰的時刻。
於《假面騎士平成Generations Dr.Pac-Man對EX-AID&Ghost with 傳說騎士》《假面騎士平成Generations FINAL Build & EX-AID with 傳說騎士》作為傳說騎士登場。
於《假面騎士ZI-O》第10-12話登場。
吳島光實（くれしま・みつざね）（高杉真宙、松田北斗（童年期）飾／香港配音：李致林（本篇）、黃尉斯（所有電影版）／台灣配音：胡鎮璽（本篇）、宋昱璁（所有電影版）、喬資淯（Drive & 鎧武 MOVIE大戰 Full Throttle）　）
假面騎士龍玄、假面騎士斬月・真、假面騎士龍玄．黃泉的變身者。
街舞團體「鎧武隊」的隊員。
對周圍都隱瞞著自己是世界樹財團高層的公子身份。
成長在富裕家庭，但討厭兄長吳島貴虎幫他走鋪好的路，憧憬戰勝自己命運的生活方式。
當初與葛葉紘汰稱兄道弟，對其非常尊敬和十分羨慕。但隨著紘汰多次對抗世界樹財團的事件當中，導致高司舞捲入危機之內而對其開始萌生敵意。
為了守護舞及建立理想的世界，甚至不惜與霸主異域者合作而導致眾叛親離，但最終未能如願並失卻太多之下變得一蹶不振。
在陷入重度自責的期間憶起紘汰為他人而戰的抱負，因此毅然重新振作繼承理念，假面騎士邪武來襲時因而作出覺悟與之抗衡，幸而獲得成為「起始之男」的紘汰一同聯手作戰。
事件結束後和兄長貴虎一同到國外工作。
高司舞（たかつかさ・まい）（志田友美飾／香港配音：陳皓宜／台灣配音：林筱玲（本劇）、陳凱莉（電影版）、楊詩穎（Drive & 鎧武 MOVIE大戰 Full Throttle）
「鎧武隊」的隊員，葛葉紘汰的青梅竹馬。
立志成為專業舞者。
好勝的大姐頭性格，常常照顧著隊伍的成員。
表面上雖然常常與紘汰競爭和頂嘴，但其實是仰慕著多次保護過自己的紘汰。
對於紘汰至今不斷犧牲自我地戰鬥而感到悲傷，但仍然對其繼續支持的想法卻觸動了霸主異域者之王羅修奧，因此受到寄予黃金果實而成為「起始之女」，利用黃金果實的力量回到過去試圖挽救悲慘的命運，但亦因為未來還沒定下的關係而被困在時空的洪流之中。
當紘汰在決戰之中獲得黃金果實的資格後得以從時空正軌中返回現實，其後二人一同前往宇宙遙遠的星體之中創造生機。
角居裕也（すみい・ゆうや）（崎本大海飾／香港配音：張方正／台灣配音：高銘孝）
「鎧武隊」的領隊，對隊員愛護有加。
從席德手上得到了戰極驅動器後在海姆冥界森林中，去採摘果實及吃下後變成了白虎異域者。
被變身成為假面騎士鎧武的葛葉紘汰在不知情之下消滅。
Chucky（チャッキー）（津山香音飾／香港配音：廖杏茵／台灣配音：高嘉鎂）
「鎧武隊」的隊員，隊伍中舞技最頂尖的一人。
有不弱於男性的剛強感。
Rika（リカ）（横田美菜飾／香港配音：吳羨婷／台灣配音：呂筱薇）
「鎧武隊」的隊員，舞技不遜色於Chucky的實力者。
有著自然呆的性格。
Rat（ラット）（小澤廉飾／香港配音：鄧港文／台灣配音：彭彥錚）
「鎧武隊」的隊員，舞蹈水準相當不俗。
常在隊伍中製造氣氛而成為亮點，有時會因任意妄為的舉動導致受傷。

### Team.巴隆（Baron）
驅紋戒斗（くもん・かいと）（小林豐、片山蔵人（童年期）飾／香港配音：李鎮然（本篇）、郭俊廷（所有電影版、ViuTV時王）／台灣配音：鈕凱暘（本篇）、陳彥鈞（所有電影版、ZI-O）、鍾少庭（Drive & 鎧武 MOVIE大戰 Full Throttle）
本作最終反派之一，假面騎士巴隆、帝王巴隆的變身者。
街舞團體「隊」的領隊。其後為了對抗世界樹財團而脫離隊伍。
年幼時期家業因被世界樹財團收購，而淪為在貧窮及家暴的環境之下成長，至此就明白「弱肉強食」的鐵則，把社會當作「迫害者」來敵視。
過去因偶然看見柴克等人的舞團表演，覺得這也是能夠展現強大的手法，於是以武力強奪對方的舞團並重整過後開始成為舞者。
明白到要反抗社會，鍛鍊自己力量是必須的。終於令周圍的人都變成畏懼他的目光，被推舉成一大勢力的首領。
曾經被霸主異域者之一的雷迪艾所傷而身中海姆冥界植物的毒素，其後不斷受到毒素的煎熬而痛苦難堪。與假面騎士杜古對戰而處於下風期間，自知會因毒素影響而命不久矣，死亡的覺悟驅使而不惜服下海姆冥界果實，獲得進化而成為霸主異域者 － 勳爵巴隆，強勢地立志摧毀一切並創造理想的世界。其後在與葛葉紘汰的決戰之中隕命，化成巨大的神木植根於澤芽市。
於《假面騎士×假面騎士 Drive & 鎧武 MOVIE大戰 Full Throttle》透過ZZZ Megahex以複製人的樣貌再度出現於眾人面前，與眾人一同將ZZZ Megahex打敗之後停止機能運作。
於《假面騎士ZI-O》第11-12話登場。
於《假面戰隊五騎士》登場。
柴克（ザック）（松田岳飾／香港配音：林筠翔／台灣配音：徐偉翔（本篇）、歐祖豪（夏季電影版）、喬資淯（Drive & 鎧武 MOVIE大戰 Full Throttle））
假面騎士納高爾的變身者。
「隊」的隊員，舞技高超。
忠誠於驅紋戒斗並為其的左右手，隊伍優秀的No.2。
因戒斗離團隊而成為了新領隊。並得到了從世界樹財團盜取的量產型戰極驅動器，從而成為了戰甲騎士之一。
當戒斗獲得霸主異域者的力量並打算毀滅世界時，在假意投誠後暗中設下炸彈以企圖阻止對方得逞。但因被湊耀子為戒斗擋下爆炸而事敗，其後拼死抵抗時更遭致身受重傷，幸得戒斗在情誼上故意留手才可拾回一命。
於《鎧武外傳 假面騎士納高爾》中腿部因戰鬥所傷的影響，而一度無法再跳舞及對戒斗的理念感到迷惑，傷癒後儘管帶有舊傷仍決定為了看看「自己的舞步能踏到哪裡」而出國培訓。
Peco（ペコ）（百瀨朔飾／香港配音：胡家豪／台灣配音：李勇）
「巴隆隊」的隊員，身形雖短小但舞蹈卻出類拔萃。
對驅紋戒斗忠誠度高，並幫助策劃手段在「異域者遊戲」中獲勝。
但純粹喜愛跳舞而加入團隊才是其真正的心意。
於《劇場版 假面騎士鎧武 足球大決戰！黃金果實爭奪杯！》在另一的時空中为假面骑士黑影．真的变身者。
修羅（シュラ）（中村龍介飾）
薊（麻亞里飾）

### Team.雷特狂野（Raid Wild）
初瀨亮二（はせ・りょうじ）（白又敦飾／香港配音：李安邦／台灣配音：高銘孝（本篇）、孟慶府（夏季電影版））
假面騎士黑影的變身者。
街舞團體「雷特狂野隊」的領隊。為人有相當的野心。雖然非常好戰，但戰鬥能力卻非常低，每次登場都幾乎以戰敗收場。
堅決要稱霸「異域者遊戲」，但戰果強差人意而使隊伍未能達至理想目標。
被假面騎士斬月擊敗並對方錯手毀掉戰極驅動器後，及再被驅紋戒斗奪去表演舞台而造成嚴重的挫敗感，在失意之下吞食海姆冥界果實後化成貔貅異域者，最後被假面騎士齊格德誅滅。

### Team.因維托（Invitto）
城乃内秀保（じょうのうち・ひでやす）（松田凌飾／香港配音：陳灝瑋／台灣配音：彭彥錚（本篇）、魏德（夏季電影版）、鍾少庭（Drive & 鎧武 MOVIE大戰 Full Throttle））
假面騎士古列頓的變身者。
街舞團體「因维托隊」的領隊。猶如愛坐享漁人之利的戰略家。
與「雷特狂野隊」的領隊初瀬亮二關係良好，同時愛巧妙地利用對方好戰的性格。
後來為了自保而疏離初瀬並投靠凰蓮・皮埃爾・阿方索，二人亦因此建立起深厚的師徒關係。
澤芽市從危機之中復甦過後，因得知初瀨早已喪命而心存愧疚，當假面騎士邪武來襲時更為了贖罪，卻搶去吳島貴虎手上僅存的量產型戰極驅動器，及心感與好友並肩作戰而變身成為黑影衛兵抵敵。
開始為了讓自己改頭換面而潛心向凰蓮學藝，過後已經在國際比賽中獲獎而能獨當一面，目前已經能代替凰蓮管理店面。

### Team.紅熱（Redhot）
曾野村（その・むら）（北代高士飾／香港配音：梁偉德／台灣配音：張至超）
「紅熱隊」的領隊。
原是戰極驅動器持有者的其中一人，但在光顧西式糕點店「Charmant」時過份喧鬧的關係，因此受到凰蓮・皮埃爾・阿方索出手教訓並被奪去戰極驅動器。

## 西式糕點店「Charmant」
凰蓮・皮埃爾・阿方索（おうれん・ピエール・アルフォンゾ）（吉田メタル飾／香港配音：李錦綸／台灣配音：徐偉翔（本篇）、歐祖豪（夏季電影版）、鈕凱暘（Drive & 鎧武 MOVIE大戰 Full Throttle））
假面騎士布拉弗的變身者。
西式糕點店「Charmant」的店長，喜愛自稱為「Pâtissier」（法語糕點師的稱呼）。
原名「凰蓮嚴之介（おうれん・げんのすけ）」，過去為進行糕點師修行而前往法國，並為了取得法國國籍於特種部隊服役。往後在法國十年學藝成為糕點師並獲得殊榮。因此能說一口流利法語，但行爲舉止及衣著均偏向女性化。
正因為曾經在法國的特種部隊服役，其戰鬥力非常強。初登場時除葛葉紘汰外基本上能輕鬆將其他Armored Rider打敗。
最初對「Beat Riders」存有偏見，認為這些的猶如小孩般的玩意，直至澤芽市陷入崩潰後，被葛葉紘汰等人的義行所打動而選擇並肩作戰。
在事件結束後再次經營西式糕點店及栽培徒弟城乃內，同時也對於在事件中誤入歧途及事件後大夢初醒、失去一切的吳島光實感到擔憂。
目前為了協助吳島貴虎平定使用量產型戰極驅動器的惡徒而離開澤芽市，店內事務則由城乃內負責。
城乃内秀保（じょうのうち・ひでやす）（松田凌飾)

## 地下帝國巴丹
葵蓮（あおいれい）（板尾創路飾／香港配音：／台灣配音：宋克軍）

## 世界樹財團（Yggdrasil Corporation）
吳島貴虎（くれしま・たかとら）（久保田悠来、上田晟人（少年期）、龍跳（童年期）飾／香港配音：黃啟昌（本篇）、陳健豪（所有電影版）／台灣配音：高銘孝（本篇）、魏德（夏季電影版）、李世揚（春季電影版）、孟慶府（Drive & 鎧武 MOVIE大戰 Full Throttle））
假面騎士斬月/ 假面騎士斬月・真、假面骑士古列顿的變身者。
吳島光實的兄長，對家人及光實溫情有加。
在支配澤芽市的大型企業世界樹財團擔任要職。
雖是冷酷的現實主義者，但為守護世界及人類卻甘願背負惡名而疲於奔命。
首次與葛葉紘汰對戰時因其壓倒性的力量而輕易將葛葉紘汰擊敗並令其對戰極驅動器產生恐懼，但實質是希望作爲普通人的葛葉紘汰不要介入海姆冥界森林的一切，而且在初瀨亮二失意之際吞食海姆冥界果實時更勸其立即吐出果實。
曾一度因「方舟計劃」需要犧牲大部份性命才可令人類倖存而懊惱，但得知霸主異域者的存在或許能阻止海姆冥界森林的侵蝕而開始重燃希望，可惜遭到貪婪黃金果實的戰極凌馬背叛而付諸流水。
在澤芽市崩潰的事件之中，為阻止走上歪路的光實而作出死戰，原本佔盡上風，卻因不忍心下手給予最後一擊，結果被對方重創及墮海。其後雖然獲救但陷入昏迷而留院，但有幸獲得葛葉紘汰喚回意識後甦醒。
世界樹財團瓦解後，與重回正軌的光實如常生活，致力進行重建澤芽市及與光實一同於海外工作。
薛度（シド）（波岡一喜飾／香港配音：李凱傑／台灣配音：李勇（本篇）、陳彥鈞（夏季電影版））
假面騎士齊格德的變身者。
販賣定鎖種子給熱衷「異域者遊戲」少年們的商人。
常用花言巧語，向青少年們販賣非一般渠道流通的鎖頭。
另一身份是世界樹財團中吳島貴虎的項目計劃所屬要員，但思想實則偏向自我中心。
過去曾是經營販賣毒品的流氓，自遇上戰極凌馬並被遊說過後加入成為旗下的一員。
為了追求禁果的力量甚至挑釁霸主異域者之王羅修奧，但最後反遭到處決而身亡。
戰極凌馬（せんごく・りょうま）（青木玄德飾／香港配音：鍾見麟／台灣配音：徐偉翔（本篇）、孟慶府（夏季電影版）、鍾少庭（Drive & 鎧武 MOVIE大戰 Full Throttle））
假面騎士杜古的變身者。
世界樹財團中擔任技術研究兼戰極驅動器的開發者，吳島貴虎項目管理的主要成員之一。
過去在研究方面受到貴虎賞識而獲得提拔成為開發部門的負責人，因而敬重對方之餘並認定此人具有攀越一切巔峰的潛質，冀望能與其共同創造出超越人類進化的可能性而著手開發變身腰帶。
但發現貴虎為救助人類的無私理念與自己的想法背道而馳過後感到失望，項目雖然已達成目的，但有著野心獲得存在於海姆冥界森林的未知力量，甚至為此而向貴虎作出背叛。
在與驅紋戒斗對峙時將其打敗並對其進行嘲諷，卻反被對方所進化成的勳爵巴隆重創，最後失足從高處墜樓身亡。
於《假面騎士×假面騎士 Drive & 鎧武 MOVIE大戰 Full Throttle》透過Megahex的力量，以機械複製人的姿態再度復活，最後在與吳島貴虎的對決中被擊敗。
湊耀子（みなと・ようこ）（佃井皆美飾／香港配音：魏惠娥／台灣配音：呂筱薇（本篇）、連婉鈞（夏季電影版））
假面騎士玛莉卡的變身者。
世界樹財團的職員，戰極凌馬所屬的秘書，於《假面騎士×假面騎士 鎧武 & Wizard 天下決勝之戰國MOVIE大合戰》結尾先行登場。
格鬥能力非常高強，對凌馬忠誠及猶如保鏢的存在。
過去原是一名商業盜賊，在某次行動中敗露時被凌馬說服後決定加入成為旗下。
世界樹財團失陷後，受到驅紋戒斗的氣度所吸引而決心追隨，最後為了貫徹戒斗的成王之路，不惜一切的保護對方因而送上性命。
在《假面戰隊五騎士》登場。
吳島天樹（くれしま・あまぎ）（寺田農飾）
朱月藤果（あかつき・とうか）
狗道供界（ぐどう・ともかい）（鳥羽潤飾）

## 戰極時代
蘭丸（ランマル）（上田真央飾）
家康（イエヤス）（JOY 飾）
秀吉（ヒデヨシ）（木之本嶺浩飾）
茶茶（チャチャ）（山本光飾）
信長（ノブナガ）（岩永洋昭飾）
Fourze軍武將（高橋龍輝飾）
Kiva軍武將（加藤慶祐飾）

## 菲姆辛姆（霸主異域者）
羅修奧（ロシュオ）（CV：中田讓治／香港配音：陳欣／台灣配音：鈕凱暘）
霸主異域者之首，統領菲姆辛姆種族的王者。
過去從成為「起始之女」的王妃手上得到黃金果實的資格，並賜予力量給子民以能夠於海姆冥界森林生存，殊不知醞釀成種族之間互相爭鬥，甚至陷入面臨滅絕的邊緣。
感覺人類獲得力量後對權力的貪慾會造成自己種族同樣的命運，因而私佔屬於人類世界一方的黃金果實，並企圖用此令逝世的王妃復活。
直至被高司舞的想法及期望所打動，因此將黃金果實寄予對方身上，並對葛葉紘汰通過戰鬥作出考驗，但最終招來貪婪黃金果實的雷迪艾暗算而身亡。
迪姆修（デェムシュ）（CV：杉田智和／香港配音：陳卓智／台灣配音：張至超）
霸主異域者之一，性格在眾多同類之中最為好戰。
視弱者猶如螻蟻，甚至恨不得將之全數擊潰以證明自己的強大。
入侵澤芽市的事件中，因為不屑人類的繁榮盛世而無差別地破壞取樂。強橫的實力正當令眾人陷於苦戰時，終於被得到Kiwami Arms形態力量的假面騎士鎧武所消滅。
雷迪艾（レデュエ）（CV：津田健次郎／香港配音：雷霆／台灣配音：鈕凱暘）
霸主異域者之一，也是本作最終反派之一。
論實力雖然不及迪姆修，但智慧和學習認知方面卻在其之上。
對人類的文明有著佔據的慾望，甚至視人類猶如玩物一樣翻弄於股掌之中。
利用花言巧語騙取吳島光實一同合作，入侵世界樹財團總部並向人類世界宣戰。其後發明以虜獲的市民作為動力源的機械裝置，企圖用之實現羅修奧救活王妃的夙願，以博取對方讓出所持有的黃金果實。
在羅修奧與假面騎士鎧武決戰時坐享漁人之利，偷襲得手時之際發現黃金果實已不知所終。正於盛怒之下將羅修奧殺害時，被鎧武以覺醒的力量壓倒性擊倒而消滅。
王妃（岩崎ひろみ飾／香港配音：／台灣配音：）
過去曾經成為「起始之女」，羅修奧的亡妻。
羅修奧被殺害後以靈體的姿態出現在DJ相樂面前，對其疑問人類未來的局面。
光金（コウガネ）（片岡愛之助飾／香港配音：／台灣配音：陳彥鈞）
拉比斯（ラピス）（田中偉登飾／香港配音：張預東（本篇）／台灣配音：宋昱璁）

## 機械生命體Megahex
Megahex（メガヘクス）（CV：三木真一郎）

## Neo巴隆
修羅（シュラ）（中村龍介飾）
Peco（ペコ）（百瀨朔飾

## 海姆冥界森林
起始之女（始まりの女）（志田友美飾／香港配音：陳皓宜／台灣配音：林筱玲）
擁有自由操控海姆冥界森林植物的特殊能力的少女。
在不同的地方有著「命運的巫女（運命の巫女）」的稱呼。
穿上白色服裝和帶有金色頭髮，右眼的虹膜為紅色。
真正身份是在未來獲得黃金果實力量的高司舞。回到過去在關鍵人物面前出現，為了挽救未來而向他們作出指引抉擇今後的命運。
結果反被DJ相樂察覺其意圖，並被對方出手干涉。
（有關高司舞的軼事請見上「舞動遊騎兵」一欄）
DJ相樂（DJサガラ）（山口智充飾／香港配音：葉振聲／台灣配音：胡鎮璽）
在澤芽市中廣播地下電台的唱片騎師。
是喜歡街舞的年輕人「舞動遊騎兵」們魅力的煽動者，讓「異域者遊戲」流行，及世界樹財團委派擔任情報管制。
經常暗地協助及慫恿葛葉紘汰任何行動，同時與霸主異域者亦有一定的聯繫。
真正身份是海姆冥界森林自身的存在，自古至今向無數個異世界進行侵略吞噬，目的為了造就另一個新世界進化的使命。
注意到起始之女（舞）為了阻止身邊重要之人捲入爭鬥的命運繼而不斷回到過去干涉，因而向其勸說不論如何干涉過去最後都會到達同樣的結果，只是結局到底誰會勝出變得無法確認。
在紘汰得到黃金果實後告知紘汰如果要促進地球進化就必須毀滅現今的世界，但被紘汰以「會在另一個世界從零開始建立新世界」為由回絕。
在了解其決定後和紘汰及舞告別，前往別的世界繼續履行使命。

## 水果甜點店「Drupers」
阪東清治郎（ばんどう・きよじろう）（弓削智久飾／香港配音：劉奕希／台灣配音：胡鎮璽）
水果甜點店「Drupers」的老闆。製作的芭菲譽滿澤芽市。
感覺非常良好的店舖，也是葛葉紘汰等人的休息地和交換情報的地方。
出生於澤芽市及曾經移居過東京，過後因澤芽市成為世界樹財團的規劃都市而再度回歸此地開店。
總是會在紘汰迷惘的時候給予開導。
標準的好好先生個性，可能因此紘汰從來沒有在他的店裡付過餐錢。
伊予（イヨ）（那月結衣飾／香港配音：成瑤孆／台灣配音：林筱玲）
水果甜點店「Drupers」員工。
本身實力不俗，不過工作的態度非常懶散，動不動就說要休息然後把自己的工作丟給老闆阪東清治郎。

## 《电脑奇侠REBOOT》
次郎（ジロー）（入江甚儀飾／香港配音：／台灣配音：張至超）
因受到雷撃影響而失去記憶的機械人青年，得到葛葉紘汰收留暫住於家中。
真正身份是由光明寺信彦博士所制造的機械者。

## 其他相關人物
葛葉晶（かずらば・あきら）（泉里香飾／香港配音：鄭麗麗／台灣配音：高嘉鎂）
葛葉紘汰的姊姊。24歲。
在世界樹財團旗下的公司當OL工作，支撐著家中生計。
相當了解紘汰，也是身兼父母職。經常關注著紘汰的言行和決定。
沙普爾（シャプール）（小林豐飾）
阿爾弗（アルフレッド）
鈴鹿雅子（鷲見友美珍娜飾）

## 其他演員
- 健一 - 吉田騎士（第1話）
- 健一母親 - 高野繪美（第1話）
- 瀨乃加奈子（第1話）
- 咖哩店店長 - はっちゴーゴー（第2話）
- 裝修工頭 - 岸本啓孝（第2話）
- 戒斗所救的孩童 - 安達大輝（第2話）
- 台下愛好者 - 山田命、堀越光貴（第2話）
- 地下道工人 - 松澤仁晶（日语：松澤仁晶）（第9話）
- 「Drupers」客人 - 宇佐美佑果（第9話）
- 路過陷阱的婦人 - 伊藤昌子（第9話）
- 求紘汰簽名的女子 - 戶井智惠美（日语：戸井智恵美）（第12－13話）、栗城亞衣（日语：栗城亜衣）（第12話）
- 「波普起躍（Popup）隊」 - KAMEN RIDER GIRLS（第18話）
- 小芽 - 遊馬萌彌（第18、25話）
- 舞者 - 掛札拓郎、飯塚大夢、加藤真也、本間優太、久本浩史、郷田知德、山﨑裕太朗、竹井啓人、小川史記、井上孝介、山本和希、稻毛友紀、清水涼子、柴田茉衣、並木桂、RIKU、ZEN、AYANO、みよこ、せいら、都築雄太、熊田純也、赤松昌樹、長井剛、田嶋剛士、成田高一
- 世界樹財團各國幹部 - Mark Chinnery（日语：マーク・チネリー）、Patrick Lorde、王曉東 （第33話）
- 中村憲剛、太田宏介（第37話）
- 光金附身的少女 - 安藤穗乃果（最終話）